# Ricardo Pierre
Ricardo Pierre (Nassau, 8 marzo 1972) è un ex cestista bahamense.

## Carriera
Con le Bahamas ha disputato i Campionati americani del 1995.